# Осада Чжочжоу
Осада Чжочжоу (кит. 涿州之戰) — одно из сражений во время Северного похода между гоминьдановской Национально-революционной армией и войсками фэнтяньских милитаристов. Осада Чжочжоу, расположенного в провинции Хэбэй, длилась с октября 1927 по январь 1928 года.
В сентябре 1927 года для захвата Пекина и Тяньцзиня генерал Янь Сишань, недавно перешедший на сторону Гоминьдана, а теперь главнокомандующий Северной группой Национально-революционной армии, двинул её из Датуна на восток в наступление на фэнтяньскую (в то время китайскую правительственную) армию, дислоцированную вдоль железной дороги Пекин-Ханькоу. 11 октября авангард 4-й дивизии Фу Цзои ворвался в Чжочжоу, город, расположенный в 80 км южнее Пекина, и после боёв захватил его. 14 октября основные силы дивизии (около 8000 человек) прибыли в Чжочжоу. В это время войска Северной группы были разгромлены фэнтяньцами и отступили в Шаньси. Фу Цзои остался на авангардной позиции в Чжочжоу в одиночестве. Он расположил четыре батальона за пределами города, построил укрепления и стал дожидаться подкрепления.
15 октября три дивизии фэнтяньской армии атаковали позиции у Чжочжоу. После двух дней ожесточенных боёв они были отброшены, но так как гоминьдановцы понесли тяжелые потери, 17 октября Фу Цзои отвёл все свои подразделения в город. Чжочжоу был обнесён высокой и толстой городской стеной. В километре от него проходила железная дорога Пекин-Ханькоу, и её станция находилась в пределах досягаемости прямого выстрела орудий из города.
Фэнтяньское командование послало генерала Ван Фулиня руководить взятием Чжочжоу. Дополнительно ему был придан полк полевой артиллерии, полк тяжелой артиллерии и три сапёрных батальона. С 16 по 27 октября фэнтяньские войска провели четыре последовательные атаки, используя более 100 больших и малых артиллерийских орудий, обстреливавших территорию города днём и ночью. Во время третьей атаки солдаты пытались взобраться на стены по лестницам. Четвёртую атаку обеспечивал врыв минной галереи, подведённой под стену. Атаки на осаждённый гарнизон города поддерживали самолеты, танки (6 единиц), применялся отравляющий газ (было проведено 500 выстрелов снарядами с отравляющим газом).

Не взяв город девятью прямыми атаками, фэнтяньская армия в декабре перешла к осаде. Командующий фэнтяньской армией Чжан Цзолинь приказал:
«Выкопайте траншеи вокруг Чжочжоу и установите колючую проволоку. Если Фу Цзои не сдастся, они умрут от голода в городе!»
Вскоре все запасы зерна были исчерпаны, и многие солдаты и мирные жители стали умирать от голода. По предложению представителей Красного Креста 16 декабря боевые действия были временно приостановлены и из города были выведены более тысячи жителей.
Телеграммы осаждённых с просьбой о подкреплении отправлялись много раз, но часть из них игнорировалась, а часть ответов содержала такие слова, как «выполнение последнего солдатского долга». Так продолжалось до тех пор, пока не стало больше смысла ждать и не было смысла удерживать Чжочжоу. На фоне призывов к миру со стороны всех слоёв общества Янь Сишань уступил и поручил Фу Цзои договориться о мире с Чжаном Сюэляном, в то время прибывшим в Баодин. После долгих переговоров остатки 4-й дивизии 12 января покинули Чжочжоу и двинулись в Тунчжоу. Войска Ван Фулина вошли в город.